# Mollaibrahim, Genç
Mollaibrahim là một xã thuộc huyện Genç, tỉnh Bingöl, Thổ Nhĩ Kỳ. Dân số thời điểm năm 2010 là 23 người.